# 1982-es magyar fedett pályás atlétikai bajnokság
Az 1982-es magyar fedett pályás atlétikai bajnokság a kilencedik bajnokság volt, melyet február 26. és február 27. között rendeztek Budapesten, az Budapest Sportcsarnokban. A 4 × 180 m a 4 × 200 m váltotta fel. A férfiaknál a nyolcpróbát (60 m, távol, súly, magas, 400 m, 60 m gát, rúd, 1000 m), nőknél a hatpróbát (60 m gát, súly, magas, 200 m, távol, 800 m ) vezették be. A többpróba versenyekre március 2–3-án az Olimpiai Csarnokban került sor. A női 3000 méterre csak egy induló (Jankó Ilona) nevezett, így a verseny elmaradt.

## Eredmények

### Férfiak
| Versenyszám | Arany                                                              | Arany   | Ezüst                                                                | Ezüst   | Bronz                                                     | Bronz   |
| ----------- | ------------------------------------------------------------------ | ------- | -------------------------------------------------------------------- | ------- | --------------------------------------------------------- | ------- |
| 60 m        | Nagy István Hevesi SE                                              | 6,74    | Kovács Attila Szekszárdi Dózsa                                       | 6,83    | Tatár István Bp. Honvéd                                   | 6,84    |
| 200 m       | Nagy István Hevesi SE                                              | 21,29   | Babály László Debreceni MVSC                                         | 21,41   | Havas Endre Csaba KSC                                     | 21,72   |
| 400 m       | Újhelyi Sándor Újpesti Dózsa                                       | 48,46   | Fóris László SZEOL AK                                                | 49,21   | Balogh László MAFC                                        | 49,61   |
| 800 m       | Bereczki József Miskolci VSC                                       | 1:51,00 | Lajkó István Bp. Honvéd                                              | 1:51,97 | Markó Gábor Bp. Honvéd                                    | 1:52,10 |
| 1500 m      | Tóth László Bp. Honvéd                                             | 3:43,60 | Markó Gábor Bp. Honvéd                                               | 3:45,32 | Bereczki József Miskolci VSC                              | 3:47,30 |
| 3000 m      | Tóth László Bp. Honvéd                                             | 8:14,49 | Volford László SZEOL AK                                              | 8:14,80 | Szász László Nyíregyházi VSSC                             | 8:16,21 |
| 60 m gát    | Bakos György Újpesti Dózsa                                         | 7,92    | Kiss Árpád Újpesti Dózsa                                             | 8,23    | Salbert Ferenc Csepel SC                                  | 8,26    |
| 4 × 200 m   | Tremmel László Szétag László Tatár István Fetter György Bp. Honvéd | 1:27,40 | Bagyura József Telegdy Gyula Makó Ernő Menczer Gusztáv Bp. Spartacus | 1:27,60 | Szalai Csaba Vincze Ottó Kollár László Balogh László MAFC | 1:29,08 |
| magasugrás  | Gerstenbrein Tibor Csepel SC                                       | 218 cm  | Major István Volán SC                                                | 215 cm  | Széles István Bp. Honvéd                                  | 215 cm  |
| rúdugrás    | Makó Ernő Bp. Spartacus                                            | 530 cm  | Fülöp László Bp. Honvéd                                              | 520 cm  | Novobáczky József Bp. Építők                              | 520 cm  |
| távolugrás  | Szalma László Vasas SC                                             | 787 cm  | Kövesi Tibor Csepel SC                                               | 748 cm  | Menczer Gusztáv Bp. Spartacus                             | 746 cm  |
| hármasugrás | Bakosi Béla Nyíregyházi VSSC                                       | 16,52 m | Kiss Tibor MTK-VM                                                    | 16,02 m | Matkó György Bp. Honvéd                                   | 15,70 m |
| súlylökés   | Kácsor István Újpesti Dózsa                                        | 18,95 m | Ladányi Zsigmond SZEOL AK                                            | 17,96 m | Gajdán László MTK-VM                                      | 17,74 m |
| nyolcpróba  | Damm József Csepel SC                                              | 5852    | Adamik Zoltán KSC                                                    | 5824    | Nagy László Csepel SC                                     | 5656    |

### Nők
| Versenyszám | Arany                                                           | Arany    | Ezüst                                                            | Ezüst    | Bronz                                                          | Bronz    |
| ----------- | --------------------------------------------------------------- | -------- | ---------------------------------------------------------------- | -------- | -------------------------------------------------------------- | -------- |
| 60 m        | Orosz Irén Újpesti Dózsa                                        | 7,52     | Juhász Erzsébet Szolnoki MÁV MTE                                 | 7,65     | Vanyek Zsuzsa TFSE                                             | 7,78     |
| 200 m       | Orosz Irén Újpesti Dózsa                                        | 23,79    | Pál Ilona Hatvani Kinizsi                                        | 24,47    | Németh Ilona Bp. Spartacus                                     | 24,70    |
| 400 m       | Pál Ilona Hatvani Kinizsi                                       | 53,92    | Szabó Erzsébet SZEOL AK                                          | 55,09    | Czene Zsuzsa Csepel SC                                         | 55,84    |
| 800 m       | Váczi Éva Csepel SC                                             | 2:07,42  | Nyitrai Zsuzsa Diósgyőri VTK                                     | 2:08,60  | Újhelyi Mária Debreceni Universitas                            | 2:09,94  |
| 1500 m      | Jankó Ilona Ajkai Alumínium                                     | 4:26,96  | Nyitrai Zsuzsa Diósgyőri VTK                                     | 4:27,68  | Újhelyi Mária Debreceni Universitas                            | 4:28,63  |
| 3000 m      | Elmaradt                                                        | Elmaradt | Elmaradt                                                         | Elmaradt | Elmaradt                                                       | Elmaradt |
| 60 m gát    | Siska Xénia Vasas SC                                            | 8,25     | Balogh Katalin Zalaegerszegi TE                                  | 8,68     | Bebesi Gabriella Videoton                                      | 8,80     |
| 4 × 200 m   | Szopori Erika Kósa Erika Petróczi Ágnes Szabó Erzsébet SZEOL AK | 1:40,51  | Zombori Erzsébet Ádám Judit Németh Ilona Zaják Éva Bp. Spartacus | 1:42,44  | Fazekas Beáta Tóth Éva Tarjányi Eszter Örs Erzsébet Bp. Honvéd | 1:42,80  |
| magasugrás  | Sterk Katalin Tatabányai Bányász                                | 190 cm   | Béla Emese Csepel SC                                             | 187 cm   | Mátay Andrea Újpesti Dózsa                                     | 180 cm   |
| távolugrás  | Vanyek Zsuzsa TFSE                                              | 630 cm   | Fazekas Beáta Bp. Honvéd                                         | 627 cm   | Novobáczky Klára Bp. Építők                                    | 635 cm   |
| súlylökés   | Horváth Viktória Haladás                                        | 16,49 m  | Menyhárt Krisztina Volán SC                                      | 15,52 m  | Takács Mária Ferencvárosi TC                                   | 14,25 m  |
| hatpróba    | Vanyek Zsuzsa TFSE                                              | 5155     | Czene Zsuzsa Csepel SC                                           | 5097     | Novobáczky Klára Bp. Építők                                    | 4956     |